# فرودگاه آغستفا
فرودگاه آغستفا (ایکائو: UBBA) یک فرودگاه است که در شهر آغستفا در جمهوری آذربایجان واقع شده است.